# László Berti
László Berti (n. 24 iunie 1875, Budapesta, Austro-Ungaria – d. 23 iunie 1952, Budapesta, Republica Populară Ungară) a fost un scrimer ce a reprezentat Ungaria, medaliat olimpic. A participat la două ediții ale Jocurilor Olimpice (1912, 1924) în care a câștigat o medalie de argint.